# کای واگنر
کای واگنر (انگلیسی: Kai Wagner؛ زادهٔ ۱۵ فوریهٔ ۱۹۹۷) بازیکن فوتبال اهل آلمان است.
از باشگاه‌هایی که در آن بازی کرده‌است می‌توان به باشگاه فوتبال شالکه ۰۴ اشاره کرد.